# Tara (metrologia)
La tara (dall'arabo: طرح ovvero ṭarḥ e cioè "detrazione") o peso a vuoto o peso tara è la parte di peso di una merce, rappresentata specialmente dall'imballaggio, dall'involucro, o dal veicolo che la trasporta, che si detrae dal peso lordo per avere il peso netto della merce stessa.

## Definizioni
Nei contratti di compravendita la tara può essere definita come:
- Tara reale (oppure come tara effettiva o netta) quando corrisponde all'effettivo peso dell'imballaggio;
- Tara legale o ufficiale[2], se fissata dalla legge (ad esempio come nelle tariffe doganali[2]);
- Tara naturale, quella in cui si tiene conto della riduzione convenzionale di peso per certe merci (animali, cacciagione, ecc.) al fine di determinare il peso netto cui è riferito il prezzo;
- Tara convenzionale, tara d'uso o presunta, se determinata di comune accordo tra le parti o in base ad usi e consuetudini con lo scopo di evitare la pesatura delle merci;
  - In tal caso può essere definita come tara fissa, se è in base a un dato peso per ogni unità d'imballaggio, o tara percentuale, se in percentuale sul peso lordo.
- Tara scritta o tara di origine, quando sia determinata dal primo venditore e impressa sull'imballaggio, rimanendo ferma in tutte le successive rivendite;
- Tara media, quando, trattandosi di merci spedite in diversi tipi di imballaggio, si procede al suo calcolo attribuendo un peso medio a ciascun imballaggio.
- Tara per merce, quando nella vendita non è detratta ma è fatta pagare all'acquirente come se fosse merce.